# La mia fede
La mia fede, letteralmente In cosa consiste la mia fede? (in russo В чём моя вера??, V čëm moja vera?),  è un saggio di Lev Tolstoj, redatto fra gennaio e marzo del 1883, completato all'inizio del 1884 e stampato nel medesimo anno.
Come già nella Confessione, l'autore prende le distanze dal nichilismo in cui ritiene di aver trascorso gran parte della vita. Egli quindi espone il suo nuovo credo, basato sull'etica del Discorso della Montagna, con particolare attenzione al versetto 5,39: «io vi dico di non opporvi al malvagio; anzi se uno ti percuote la guancia destra, tu porgigli anche l'altra», da cui nasce la teoria tolstoiana della «non resistenza al male con il male», che ispirerà l'attivismo nonviolento del Mahatma Gandhi.
Il libro fu subito condannato dalla censura ecclesiastica (perché giudicato, fra l'altro, «contrario allo spirito e alla dottrina cristiana e palesemente inteso a distruggere la morale di essa») e la polizia russa ne sequestrò le copie.
Fu l'opera che principalmente ispirò il nascente tolstoismo, e suscitò l'abbandono della carriera militare da parte di Pavel Birjukov, che diventò uno stretto collaboratore di Tolstoj.

## Edizioni
- Lev N. Tolstoj, La mia fede, traduzione dall'originale russo di Orazio Reggio, prefazione di Pier Cesare Bori, Milano, G. Mondadori, 1988. 239 pp. ISBN 8837410417 (edizione ristampata nel 1989)